# Navaquesera
Navaquesera – gmina w Hiszpanii, w prowincji Ávila, w Kastylii i León, o powierzchni 9,2 km². W 2011 roku gmina liczyła 33 mieszkańców.